# Achille Raffray
Pour les articles homonymes, voir Raffray.
Achille Marie Jacques Raffray (17 octobre 1844 à Angers - 25 septembre 1923 à Rome) est un entomologiste, un explorateur et un diplomate français. De nombreux musées possèdent des specimens de sa très abondante collection de coléoptères.
Il fut membre de la Société de géographie, membre honoraire de la Société entomologique de France et de la Royal Society of South Africa, correspondant du ministère de l'Instruction publique et du Muséum.

## Famille
Il est fils de Jacques Raffray, négociant et minotier angevin, et de Delphine Elisabeth Marie Louise Victoire Hays-Fontaine.
Il épouse en 1878 à Paris Nemy Black, puis après son décès se marie en 1889 à Singapour avec Bessie Rutherford, nièce de Nemy Black.
Ils ont trois fils et une fille.

## Carrière
Après le collège de Vannes, il se consacre à des études scientifiques. Le 10 mars 1870 il part en Algérie contre l'avis de son père, sans prévenir sa famille.
En 1873-74, il est envoyé en mission zoologique en Abyssinie et à Zanzibar. Il visite l'Abyssinie jusqu'au Nil bleu et explore les iles de Zanzibar et de Pemba, puis le pays des Ouanika, dans la province côtière du Sud du Kenya. ll rentre en France avec d'importantes collections zoologiques et de nombreux documents.
En 1875 il participe comme membre au Congrès de Géographie de Paris.
En 1876, il repart en mission dans les îles de la Sonde, les Moluques et la Nouvelle-Guinée. Il visite Port-Dorey, la côte nord de la Nouvelle-Guinée, la région d'Amberbaki (Ambuaki), les îles Mafoor et les iles Schouten, dont il fut le premier visiteur européen.
Il rapporte en France en 1877 des collections considérables de zoologie, d'anthropologie et d'ethnographie, qui seront déposées au Muséum d'Histoire naturelle et au Trocadéro.
En 1879, il entre dans la carrière diplomatique.
Il débute comme vice-consul de France à Massaoua en 1880.
En 1882, il est chargé d'une mission en Abyssinie. Sa connaissance du pays lui vaut un accueil favorable de la part de l'empereur, lui permettant de contribuer à l'établissement de relations cordiales entre la France et l'Abyssinie. ll profite de cette mission pour visiter les massifs encore inconnus des monts Zeboul et Abouna Yousef dans les plateaux d'Éthiopie, où il est le premier à observer la faune alpine en Afrique. Il visite Lalibela, où il réalise des croquis et rassemble des documents concernant les dix églises monolithes qui s'y trouvent.
Toujours en 1882, il est envoyé comme vice-consul à Tamatave et prend part à la campagne de Madagascar, sans oublier de se livrer à des recherches scientifiques.
En 1885, il est promu consul à Zanzibar et exerce, en cette qualité, les fonctions de commissaire du gouvernement français à la Commission internationale de délimitation du Sultanat.
En juillet 1885, il est nommé chevalier de la Légion d'honneur et promu officier en 1914.
Il est nommé consul à Singapour en 1887, à Tien-Tsin en 1892, au Cap de Bonne-Espérance pendant Ies hostilités anglo-boers de 1894, puis devient consul général sur place en 1897.
Il a également occupé des postes à Naples et dans les États malais.
En 1905, il prend sa retraite et devient président des Établissements français à Rome et à Lorette jusqu'en 1920. Pendant la période de rupture des relations diplomatiques avec le Saint-Siège (1904-1921), cet organisme suppléait aux fonctions normalement exercées par l'ambassade de France.
En 1906, il est lauréat de l'Institut (Académie des Sciences) et reçoit le prix Cuvier (Prix triennal de Zoologie)
Il est, par deux fois lauréat du prix Jean Dollfus de la Société entomologique de France en 1903 et 1904.

## Œuvre
Achille Raffray a rédigé soixante-dix-sept mémoires entomologiques publiés dans diverses revues, ainsi que sept ouvrages indépendants.
- Entomologie (quelques travaux choisis parmi les 77 publiés)
  - (1890) Étude sur le Psélaphides. V. Tableaux synoptiques. Notes et synonymie. Revue d'Entomologie(Caen) 9: 81–172.
  - (1882) avec Bolívar et Eugène Simon Voyage de M. E. Simon aux îles Philippines (mars et avril 1890). 4e mémoire. Étude sur les arthropodes cavernicoles de l'île de Luzon.Annales de la Société Entomologique de France 61: 27-52, Pl. 1-2.
  - (1900) Australian Pselaphidae. Proceedings of the Linnean Society of New South Wales 25: 131–249, pl. 1.
  - (1904) Genera et catalogue des Psélaphides. Annales de la Société Entomologique de France 73: 1–400.
  - (1908) Coleoptera fam. Pselaphidae. p. 1–487, pls i–ix in Wytsman, P. (ed.). Genera Insectorum, 64th fascicule. Rome : Wytsman.
  - (1912) avec Antoine Henri Grouvelle. Supplément à la Liste des Coléoptères de la Guadeloupe Ann. Soc. Entom. France vol. 81.
- Ouvrages divers
  - (1874) Voyage chez les Ouanika. Côte de Zanguebar. Le tour du Monde, vol. XXXV.
  - (1875) Rapport sur ma mission scientifique en Abyssinie et à Zanzibar. Archives des missions scientifiques. Ministère de l'Instruction publique, Paris, tome IV, 3e série, 1re livraison[4]. Voyage en Abyssinie, a Zanzibar et au pays des Ouanika', Bulletin de la. Société de Géographie x, No. 6 (1875).
  - (1876) Abyssinie, Afrique orientale, Plon, Paris, (2e édition en 1880).
  - (1876-1877) Voyage en Nouvelle Guinée. Le tour du monde, vol. XXXVII. Livr. 953-956, Pls. Cartes[4].
  - (1882) Les Églises monolithes de Lalibéla, Abyssinie, souscription du ministère de l'Instruction, V.A. Morel, Paris.
  - (1896) L'élevage des Autruches dans la Colonie du Cap. Rapport au Ministère des Affaires Etrangères. Revue des Sciences naturelles appliquées. Soc. d'Acclimatation[4].
  - (1898) L'Abyssinie [précédé d'une notice par Charles Simond], Plon, Paris.
- Achille Raffray à la Bibliothèque nationale[5]

## Hommages
Pour rendre hommage à son travail de nombreux auteurs ont nommé de nouvelles espèces en son honneur avec principalement l'épithètes "raffrayi". La liste ci-dessous est partielle et mériterait d'être complétée pour devenir exhaustive.

### Reptile
- Brachyorrhos raffrayi (Sauvage, 1879): Reptilia, Homalopsidae.

### Mollusques
- Helix raffrayi Tapparone Canefri, 1878: Mollusca, Gastropoda, Helicidae.
- Pleurotoma raffrayi Tapparone Canefri, 1878: Mollusca, Gastropoda, Turridae.
- Achatina raffrayi Jousseaume, 1883: Mollusca, Gastropoda, Achatinidae.
- Ennea raffrayi Bourguignat, 1883: Mollusca, Gastropoda, Streptaxidae.

### Arachnides
- Philoponella raffrayi (Simon, 1891): Arachnida, Uloboridae.
- Encyocrates raffrayi Simon, 1892: Arachnida, Theraphosidae.
- Sarascelis raffrayi Simon, 1893: Arachnida, Palpimanidae.
- Andromma raffrayi Simon, 1899: Arachnida, Liocranidae.

### Insectes
Coleoptera :
- Trechus raffrayanus Jeannel, 1954: Caraboidea, Trechidae.
- Tefflus raffrayi Chaudoir, 1874: Caraboidea, Panagaeidae.
- Chlaenius raffrayi Chaudoir, 1876: Caraboidea, Chlaeniidae.
- Coryza raffrayi Chaudoir, 1876: Caraboidea, Scaritidae.
- Mastax raffrayi Chaudoir, 1876: Caraboidea, Brachinidae.
- Pheropsophus raffrayi Chaudoir: 1878, Caraboidea, Brachinidae.
- Trimerus raffrayi Chaudoir, 1878: Caraboidea, Harpalidae ; aujourd'hui Amorphomerus raffrayi (Chaudoir, 1878).
- Cymindis raffrayi Fairmaire, 1882: Caraboidea, Harpalidae ; aujourd'hui Afrotarus raffrayi (Fairmaire, 1882).
- Calosoma (Carabophanus) raffrayi Fairmaire: 1883, Caraboidea, Carabidae.
- Crepidopterus raffrayi Fairmaire: 1883, Caraboidea, Scaritidae ; aujourd'hui Tapinoscaris raffrayi (Fairmaire, 1883).
- Paussus raffrayi Peringuey, 1896: Caraboidea, Paussidae.
- Abatus raffrayi Peringuey, 1899: Caraboidea, Harpalidae ; aujourd'hui Capabatus raffrayi (Peringuey, 1899).
- Clinidium raffrayi Grouvelle, 1903: Rhysodoidea ; aujourd'hui Rhyzodiastes raffrayi (Grouvelle, 1903).
- Plocamotrechus raffrayi Jeannel: 1930, Caraboidea, Trechidae.
- Cylindera raffrayi Werner, 1993: Caraboidea, Cicindelidae.
- Agabus raffrayi Sharp, 1882: Dytiscidae.
- Pachycraerus raffrayi Lewis, 1879: Histeridae.
- Hister raffrayi Lewis, 1885: Histeridae; aujourd'hui Hister fossor Erichson, 1834.
- Platysoma (Platysoma) raffrayi Desbordes, 1929: Histeridae.
- Cephennium raffrayi (Schaufuss, 1889): Staphylinidae.
- Claviger raffrayi Reitter, 1893: Staphylinidae, Pselaphinae.
- Ctenisis raffrayi Casey, 1894: Staphylinidae.
- Holozodus raffrayi Fairmaire, 1898: Staphylinidae, Pselaphinae.
- Sogaella raffrayi Leleup, 1977: Staphylinidae, Pselaphinae.
- Empecta raffrayi Lacroix, 1989: Scarabaeidae.
- Liatongus raffrayi Lansberge, 1886: Scarabaeidae.
- Onthophagus raffrayi Harold, 1886: Scarabaeidae.
- Genestia raffrayi Théry, 1923: Buprestidae.

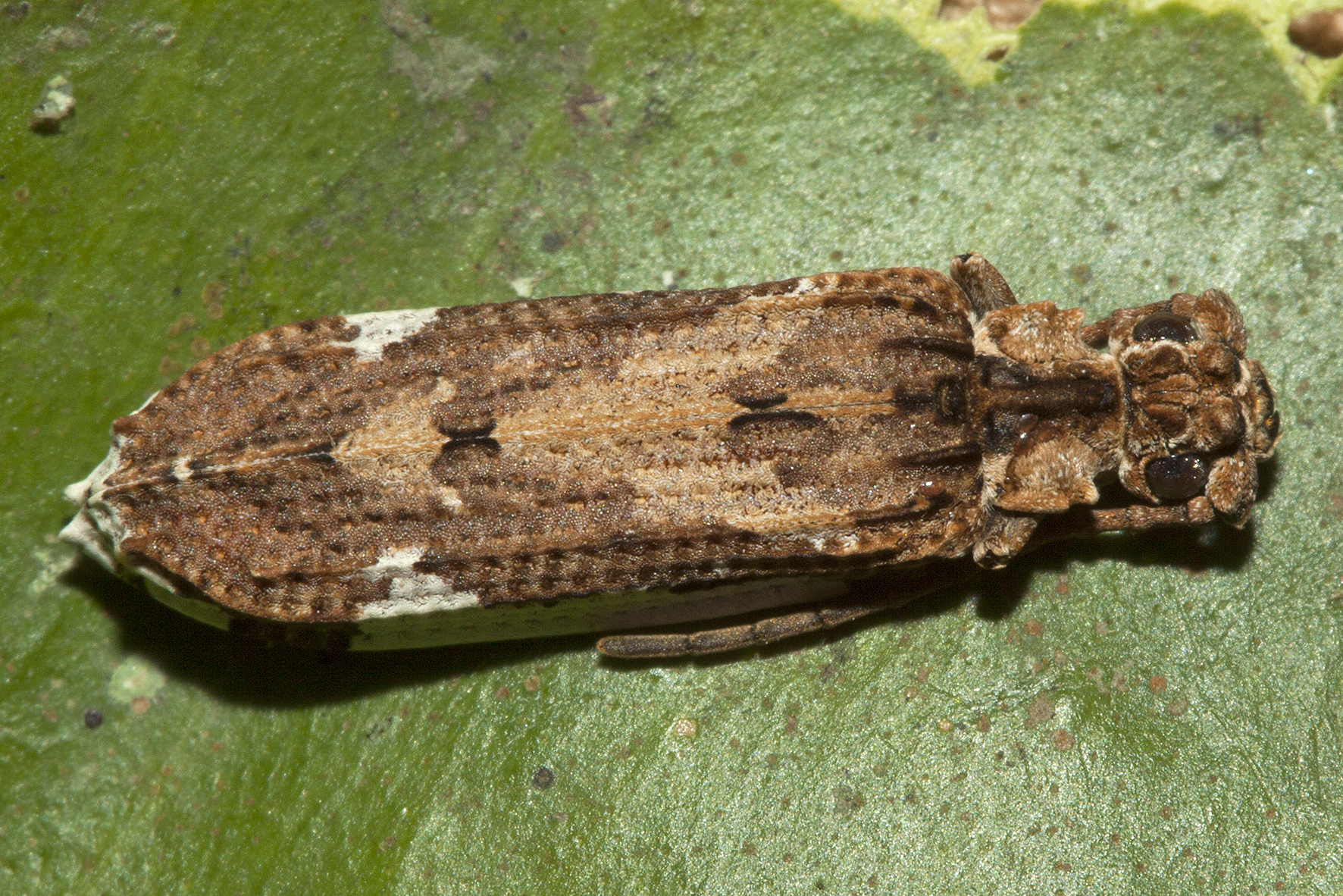
Rhipsideigma-raffrayi 20190917-162104 Mayotte-Benara Vittier-Julien 6015

- Tetralobus raffrayi Candeze, 1881: Elateridae.
- Derodontus raffrayi Grouvelle, 1916: Derodontidae.
- Dryops raffrayi (Grouvelle, 1898): Dryopidae.
- Anister raffrayi Grouvelle, 1901: Nitidulidae.

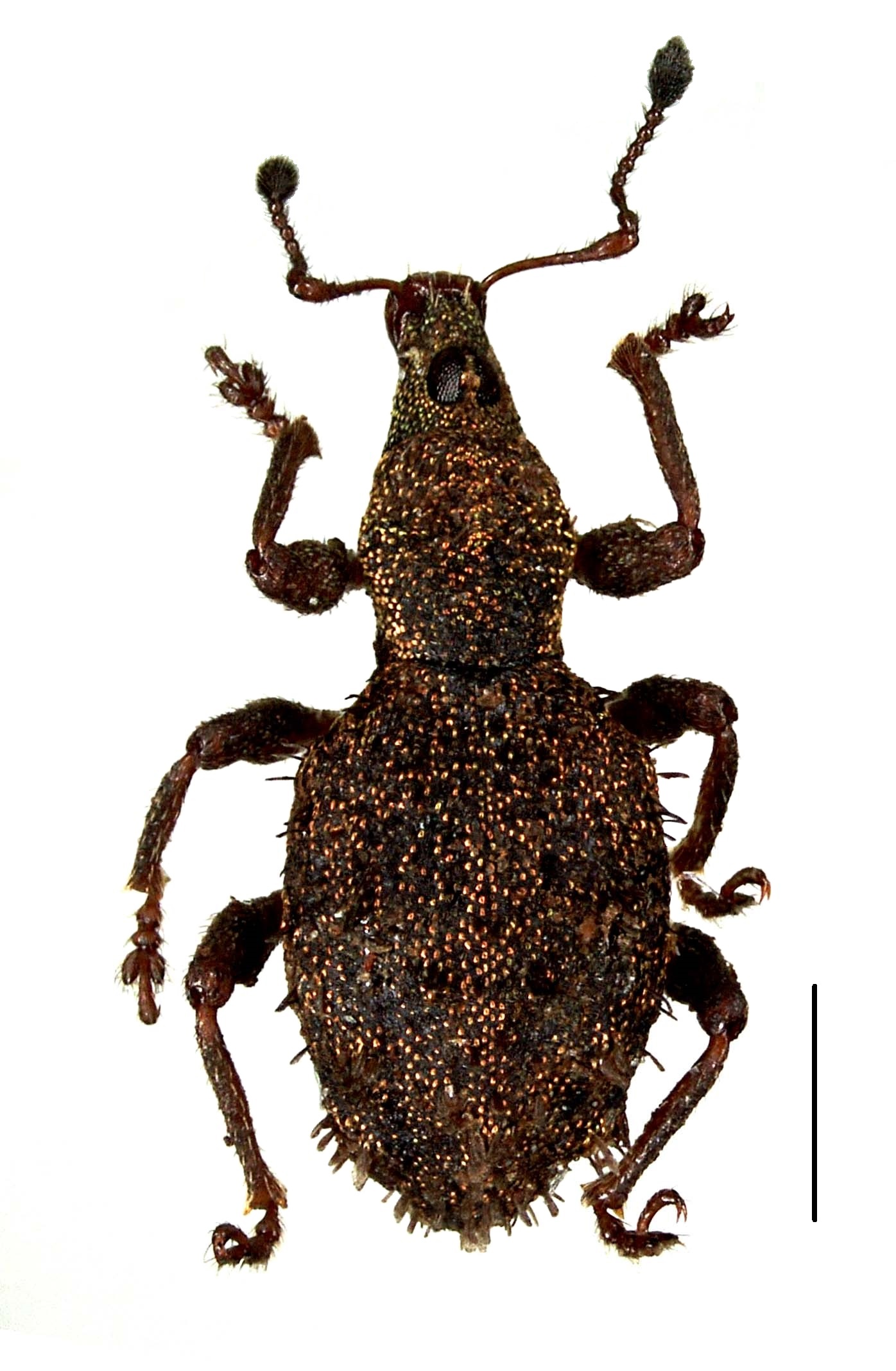
Habitus mâle de Syzygops raffrayi Hustache, 1921.

- Rhipsideigma raffrayi (Fairmaire, 1885): Cupedidae.
- Chetryrus raffrayi (Gorham, 1885): Endomychidae.
- Microjulistus raffrayi (Bourgeois, 1894): Melyridae.
- Cossyphodes raffrayi Gestro, 1874: Tenebrionidae.
- Corus raffrayi Breuning, 1970: Cerambycidae.
- Coptocephala raffrayi (Desbrochers des Loges, 1870: Chrysomelidae.
- Brachycerus raffrayi Desbrochers des Loges, 1871: Curculionidae.
- Syzygops raffrayi Hustache, 1921: Curculionidae.

Lepidoptera
- Belenois raffrayi (Oberthür, 1878): Pieridae.
- Antheraea raffrayi Bouvier, 1928: Saturnidae.

Blattoidea
- Coptotermes acinaciformis raffrayi Wasmann, 1900: Rhinotermitidae.

Dermaptera
- Diplatys (Diplatys) raffrayi Dubrony, 1879: Diplatydae.

Phasmatodea
- Carausius raffrayi Brunner von Wattenwyl, 1907.

## Récompenses et distinctions
- Prix Jean Dollfus de la Société entomologique de France en 1903 et 1904.
- Prix Cuvier de l'Académie des Sciences en 1906.
- Officier de la Légion d'honneur en 1914.
- Officier de l'ordre des Palmes académiques (= officier de l'Instruction publique à l'époque).
- Commandeur de l'ordre du Dragon d'Annam .
- Commandeur de l'Ordre du Nichan el Anouar .